# Sinocarum pityophilum
Sinocarum pityophilum är en flockblommig växtart som först beskrevs av Friedrich Ludwig Diels, och fick sitt nu gällande namn av H.Wolff. Sinocarum pityophilum ingår i släktet Sinocarum och familjen flockblommiga växter. Inga underarter finns listade i Catalogue of Life.